# DJ KOHNO
DJ KOHNO（ディージェイ コウノ、1977年6月28日 - ）は、日本のヒップホップグループ、ケツメイシやミニ塾。のメンバーで、DJを担当する。広島県廿日市市出身。血液型はO型。本名は河野 健太（こうの けんた）。既婚。

## 来歴
高校時代はバスケットボールで活躍していた。
1993年、Ryo、Ryoji、大蔵らとケツメイシを結成する。
2003年に結婚。
2005年9月7日、横浜LOGOS presents 『JOYRIDE』 produced by DJ KOHNO (ケツメイシ) & DJ TATSUTAを発売。
2006年6月に第1子が誕生。
2007年2月4日に第2子が誕生。
2025年5月3日をもってケツメイシを卒業

## ディスコグラフィ
ケツメイシの作品を除く

### プロデュースアルバム
- 『JOYRIDE』（2005年9月7日）
05.What’s your name / DJ KOHNO（fromケツメイシ） feat. カズシック＆KUTTS
08.ING / DJ KOHNO（fromケツメイシ） feat.ICE BAHN
10.WDJ / DJ KOHNO（fromケツメイシ）&DJ ISO（from MELLOW YELLOW）
12.お客様が神様です / DJ KOHNO（fromケツメイシ） feat. GAKU-MC

### リミックス
- シーモネーター&DJ TAKI-SHIT,「半熟ラバーズ/まってたんだNEO」（2002年12月4日）
4.モストデンジャラスボーイ〈DJ　KOHNO　Remix〉

### プロデュース作品
- MAIRA,『観世音!ディグラー』（2006年5月10日）
9. LION 〜ジャングルの王者〜

## エピソード
- ライブで歌に参加したことがある。
- 週に1回、「JOYRIDE」というクラブのイベントに参加している。
- 日本のサッカークラブでは浦和レッドダイヤモンズを応援しており、平川忠亮ら一部の選手と交友関係がある。
- サッカー好きで、「ケツメイシFC」のメンバーでもある。
- 妻に仕事と偽ってパチスロに行くことがある。
- サマナーズウォーというスマートフォンゲームをやっており、日本で1位になった経験もある。名言は『俺くらいのミュージシャンが課金もできなかったら夢がねぇだろ』。

## 出演

### ウェブテレビ
- 岡野陽一の火曜じゃNIGHT ～日本一のぱちんこ・パチスロ芸人が初冠特番！（2019年9月24日、AbemaTV）[1]